# Lothar Bortenreuter
Lothar Bortenreuter (* 8. März 1927 in Magdeburg; † 9. Februar 1989 in Gera) war ein deutscher Architekt und Stadtplaner in der DDR.

## Leben und Werk
Bortenreuter war der Sohn eines selbstständigen Gebrauchsgrafikers. Er absolvierte eine Lehre als Zimmermann und arbeitete nach 1945 in einem Magdeburger Baugeschäft in seinem Beruf und als Technischer Zeichner. Von 1947 bis 1953 studierte er Architektur an der Hochschule für Baukunst und Bildende Kunst in Weimar. Sein Diplom erhielt er von Otto Englberger.
Danach arbeitete er in Weimar im Entwurfsbüro Stadt- und Dorfplanung. Dort war er anfangs mit der Planung von Messeständen für die Filmfabrik Wolfen und verkehrstechnischen Perspektivplanungen befasst. Ab 1954 leitete er ein Kollektiv der Abteilung Stadt- und Dorf-planung beim Rat des Bezirks Gera. Zu seinen Projekten gehörten u. a. von 1956 bis 1958 mit Karl Sommerer (1918–1981) in Gera die in Ziegelblockbauweise ausgeführten Wohnbauten zwischen Juri-Gagarin- und Kurt-Keicher-Straße. Ab 1958 plante er mit Karl Sommerer das Wohngebiet Bieblacher Hang in Gera, eines der frühen komplex geplanten Wohngebiete in der DDR, vorgesehen als Wohnsiedlung für Bergarbeiter der Wismut AG. Dabei orientierten sie sich an den Idealen der Moderne. Das Wohngebiet ist „ein bedeutendes Zeugnis für die Entwicklung des Wohnungsbaus bis in die 1980er Jahre.“ Von 1958 bis 1963 plante Bortenreuter mit Sommerer auch das Neubau-Wohngebiet Jena-Nord I.
Von 1960 bis 1969 war Bortenreuter Direktor des Büros für Gebiets-, Stadt- und Dorfplanung (ab 1965 Büro für Städtebau) beim Rat des Bezirks Gera. Danach war er stellvertretender Bezirksbaudirektor und Bezirksarchitekt des Bezirks Gera. Zu seinen wichtigsten Projekten gehörten ab 1964 das größte Jenaer Wohngebiet, Neulobeda (u. a. mit Hans-Peter Kirsch und Siegfried Klügel) und von 1972 bis 1984 das größte Neubau-Wohngebiet des Bezirks Gera, Gera-Lusan (u. a. mit Dieter Janke und G. Schumacher). Weitere Wohnbauten plante er u. a. für Greiz, Rudolstadt und Saalfeld. Ab etwa 1977 leitete er die Bauplanung des Hauses der Kultur, des heutigen Kultur- und Kongresszentrums Gera.
Bortenreuter wurde mit dem Architekturpreis der DDR und der Carl-Friedrich-Schinkel-Medaille geehrt.
Er starb nach schwerer Krankheit.

## Rezeption
„Als wichtigster Städtebauer im ostthüringischen Raum hat Bortenreuter die Gliederung und Einordnung vieler Wohngruppen und Wohngebiete bestimmt. Sie lassen das Bestreben erkennen, gerade auch mit den Mitteln des industriellen Bauens markante städtebauliche Räume zu schaffen und die Wohnhäuser in das Landschaftsrelief einzufügen.“
Christoph Glorius, Kunsthistoriker